# Lucas Lencina
Lucas Lencina, vollständiger Name Lucas Ezequiel Lencina Galian, (* 30. August 1991 in Villa Gobernador Gálvez) ist ein argentinischer Fußballspieler.

## Karriere

### Verein
Der 1,68 Meter große Offensivakteur Lencina stand mindestens seit der Apertura 2012 im Erstligakader der Montevideo Wanderers. In der Spielzeit 2012/13 absolvierte er sieben Spiele in der Primera División und erzielte einen Treffer. In der Saison 2013/14 kam er zu keinem weiteren Erstligaeinsatz und wechselte im Februar 2014 auf Leihbasis zum uruguayischen Zweitligisten Huracán FC. Dort bestritt er in der Saison 2013/14 elf Ligapartien (fünf Tore) und in der Spielzeit 2014/15 bis zu seinem letzten Einsatz am 7. Dezember 2014 in der Partie gegen den Club Atlético Progreso fünf Begegnungen (kein Tor) in der Segunda División. Darüber hinaus sind bislang (Stand: 13. September 2016) weder Einsätze noch eine Kaderzugehörigkeit im Profifußball für ihn verzeichnet.

### Auswahlmannschaften
Im Juli 2014 war er Teil einer von Alberto Quintela trainierten U-23-Auswahlmannschaft der uruguayischen Segunda División, die für zwei Freundschaftsspiele gegen ein Pendant der paraguayischen División Intermedia aufgestellt wurde und diese mit zwei Niederlagen (0:1 und 0:2) beendete.